# Войковець
Войковець (пол. Wojkowiec) — село в Польщі, у гміні Хенцини Келецького повіту Свентокшиського воєводства.
Населення — 159 осіб (2011).
У 1975-1998 роках село належало до Келецького воєводства.

## Демографія
Демографічна структура на день 31 березня 2011 року:
|          | Загалом | Допрацездатний вік | Працездатний вік | Постпрацездатний вік |
| -------- | ------- | ------------------ | ---------------- | -------------------- |
| Чоловіки | 82      | 18                 | 55               | 9                    |
| Жінки    | 77      | 15                 | 40               | 22                   |
| Разом    | 159     | 33                 | 95               | 31                   |